# Алагяз
Алагяз (арм. Ալագյազ) — село на севере Арагацотнской области Армении.

## География
Село расположено в 50 км к северу от Аштарака, в 12 км к северо-западу от Апарана, в 30 км к востоку от Артика и в 19 км к югу от Спитака. Село расположено на трассе Аштарак — Апаран — Спитак. Также от села отходит трасса на Артик, которая в свою очередь расположена трассе Ереван — Гюмри. Трасса Аштарак — Апаран — Спитак является основной трассой, которая проходит к востоку от горы Арагац, а трасса Алагяз — Артик является основной трассой, которая проходит к северу от горы Арагац. Основное население села составляют езиды.
Возле Алагяза располагается ВЧ 04436 Вооружённых сил Российской федерации — горный полигон.

## Население
| Год  | Численность | Численность |
| ---- | ----------- | ----------- |
| 1831 | 278         | [ 3 ]       |
| 1873 | 196         | [ 3 ]       |
| 1914 | 339         | [ 3 ]       |
| 1931 | 523         | [ 3 ]       |
| 1970 | 732         | [ 3 ]       |
| 1979 | 710         | [ 3 ]       |
| 2001 | 469         | [ 3 ]       |
| 2004 | 536         | [ 3 ]       |
| 2011 | 439         | [ 4 ]       |

## Объекты
Военный полигон 